# GE U8B
A GE U8B é uma locomotiva diesel-elétrica produzida pela GE entre 1960 e 1965, sendo utilizada no Brasil, Guatemala e Vietnã.
Tendo sido produzida no EUA um total de 122 unidades.
Foi projetada para linhas com restrições de gabarito e peso, para manobra, linhas industriais sendo típica de países em desenvolvimento ou subdesenvolvidos. São capazes de operar em qualquer bitola, de 0,914 a 1,668m.

## Tabela
| Modelo | Potência (HP) | Bitola (m)    | Fabricante       | Origem | Ano de Fabricação |
| ------ | ------------- | ------------- | ---------------- | ------ | ----------------- |
| U8B    | 900           | 0,914 a 1,668 | General Electric | EUA    | 1960 a 1961       |

## U8B no Brasil
Juntamente com a compra de locomotivas modelo U5B vieram as locomotivas modelo U8B, para a Viação Férrea Federal Leste Brasileiro e para a Estrada de ferro Leopoldina. Numeradas na Leopoldina inicialmente como 2101 a 2143 e na Leste Brasileiro 4701 a 4722 fizeram serviços de carga, manobra e passageiros, inclusive em tração múltipla. Houve transferências confusas e irrastreáveis entre os anos 60 e 80, entre a EFL e VFFLB, e apenas em 1980 as locomotivas que ainda rodavam na Leopoldina foram transferidas definitivamente para a Leste Brasileiro, sendo todas renumeradas pela RFFSA como 2131 a 2190 por volta de 1983. Atualmente a FCA detém 25 dessas maquinas, porém opera apenas 11, tendo devolvido 14 para a RFFSA em fevereiro de 1998 por questões de inoperacionalidade. Algumas U8B foram recebendo os truques de U10B's baixadas, substituindo seus peculiares truques modelo URS de menor confiabilidade e maior complexidade de manutenção. A Ferrovia Transnordestina Logística (FTL) também opera essas maquinas, tendo recebido 6 e mantendo todas operacionais.

## Ferrovias brasileiras
No Brasil hoje são utilizadas  pela FTL, CTB e FCA para a realização de manobras.